# Lisette Morelos
Lisette García Morelos Zaragoza (Ciudad de México, 21 de maio de 1978) é uma atriz, modelo e cantora mexicana. 

## Biografia
Lisette estudou desde criança em um  Colégio de Freiras na Cidade do México, ela também teve aulas de canto. Lisete sempre teve um grande talento para atuar. Quando ela tinha 12 anos, decidiu que queria ser atriz e foi estudar mais tarde no CEA (Centro de Educación Artística) da Televisa. 
Lá com outros jovens talentos aprimorou seus dons artísticos com atores famosos, aprendendo sobre os segredos de atuar bem. Enquanto estudava aos 17 anos de idade, ela recebeu uma oferta do produtor Emilio Larrosa para participar na telenovela Tú y yo onde deu vida a personagem Linda López e atuou em meio a um grande elenco, com atores como, Maribel Guardia, Anahí, Lola Merino, Sebastián Ligarde, Maribel Fernández, entre outros. 
Então, em 1997, ela foi Carola Lavalle na telenovela El secreto de Alejandra. No ano seguinte em 1998, ela foi convidada para se juntar ao elenco da telenovela Camila que foi protagonizada por Bibi Gaytán e Eduardo Capetillo, Lisette teve um papel pequeno na trama. 
Mas foi no ano de 1999, que ela obteve sua primeira protagonista em Alma rebelde, sendo a protagonista junto com o ator Eduardo Verástegui. Neste mesmo ano, Lisette teve um relacionamento amoroso com Marco Flores, irmão da atriz Laura Flores, que em apenas 6 meses após terminar a telenovela Alma rebelde, Lisete obteve um segundo papel de protagonista na telenovela infanto juvenil Carita de ángel, sendo a doce noviça Cecilia Santos onde atuou com a grande atriz Libertad Lamarque, o ator Miguel de León, Nora Salinas e Daniela Aedo que na época era apenas uma criança. 
Em 2002 Lisette participou de ¡Vivan los Niños!, e só voltou a aparecer na televisão atuando pela rede Venevisión, em Miami com a telenovela Ángel rebelde em 2004, onde foi também a protagonista no papel de Natasha Covarrubias e em seguida veio uma longa pausa de 4 anos e Lisette retornou em Alma Indomable.
Lisette foi casada e viveu no Canadá com o marido John Bainbridge, de quem se divorciou em 2012. Ela regressou as telenovelas mexicanas em 2010 em mais uma produção de Pedro Damián, a telenovela Niña de mi corazón para ser a vilã Moíra, após cinco anos longe da rede de televisão Televisa.  
Logo após termo das gravações de Niña de mi corazón, ela foi chamada pela Telemundo para atuar em Aurora ao lado de Sara Maldonado, Eugenio Siller, Pablo Azar e Jorge Luis Pila, interpretando Blanca Ponce de León, a filha da protagonista, mudando radicalmente de estilo e dando passo a uma superficial mas terna jovem de 20 anos. 
Já em 2012 ela atuou em Infames, uma produção da Argos Comunicación, onde fez Sol Fuentes atuando ao lado de Vanessa Guzmán e Luis Roberto Guzmán. 
Em 2014 obteve sua quarta protagonista em novelas em La impostora. 
Em 2016 estrelou Un camino hacia el destino onde ela fez  Amelia Altamirano, a mãe da protagonista Luisa Fernanda (Paulina Goto) onde novamente contracenou com a atriz Ana Patricia Rojo e assim marcou seu segundo retorno a Televisa.

## Filmografia

### Telenovelas
| Ano       | Título                     | Personagem                                           |
| --------- | -------------------------- | ---------------------------------------------------- |
| 2021      | ¿Qué le pasa a mi familia? | Ofelia del Olmo Bascón                               |
| 2018      | Por amar sin ley           | Mariana Gallegos                                     |
| 2016      | Un camino hacia el destino | Amélia Altamirano / Amélia Altamirano de Pérez       |
| 2014      | La impostora               | Blanca Guerrero / Victoria San Marino "La Impostora" |
| 2013      | Fortuna                    | Alicia Altamirano                                    |
| 2012      | Infames                    | Sol Fuentes                                          |
| 2010-2011 | Aurora                     | Branca Ponce de León                                 |
| 2010      | Niña de mi corazón         | Moira Gasca Quinto                                   |
| 2009-2010 | Alma indomable             | Mónica Sorrento                                      |
| 2004      | Ángel rebelde              | Natasha Covarrubias de Lezama                        |
| 2002-2003 | ¡Vivan los Niños!          | Adriana Espinoza                                     |
| 2000-2001 | Carita de ángel            | Cecília Santos de Lários                             |
| 1999-2000 | Tres mujeres               | Raquel Lerdo Muñoz                                   |
| 1999      | Alma rebelde               | Ana Cristina Rivera Hill                             |
| 1998-1999 | Camila                     | Ingrid                                               |
| 1997-1998 | El secreto de Alejandra    | Carola Lavalle                                       |
| 1996-1997 | Tú y yo                    | Linda López                                          |
| 1988      | Amor en silencio           | Menina                                               |

### Séries de TV
- Mujer, casos de la vida real (2002-2003)

## Prêmios e Nominações
| Ano  | Premiação                 | Categoria              | Trabalhos Nomiados | Resultados |
| ---- | ------------------------- | ---------------------- | ------------------ | ---------- |
| 1997 | Prêmio TVyNovelas         | Melhor Atriz Debutante | Tú y Yo            | Indicada   |
| 2000 | Premios TVyNovelas        | A Melhor Atriz Jovem   | Alma rebelde       | Indicada   |
| 2011 | Kids Choice Awards México | Vilã Favorita          | Niña de mi corazón | Indicada   |

### TV Adicto Golden Awards
| Ano  | Categoria                                                              | Telenovela | Resultado |
| ---- | ---------------------------------------------------------------------- | ---------- | --------- |
| 2012 | Premio especial a cuatro enormes protagonistas de una misma telenovela | Infames    | Venceu    |

## Curiosidades
- Em outubro de 2003, Lisette teve um projeto com a gravação de um CD com canções em espanhol, inglês e português;

- Em novembro de 2003, Lisette fez testes para o papel principal da telenovela Rubí que foi protagonizada por Bárbara Mori;

- Já namorou um brasileiro.